# 비커
비커(beaker)는 많은 연구실에서 흔히 쓰이는 화학 실험용 기구이다. 액체를 담아 반응시키기 위해 가열·냉각·교반 등의 조작을 한다. 보통 얇은 경질유리로 되어 있다. 비커는 일반적으로 원기둥 모양이며 바닥이 편평하고 위에는 물질을 부을 수 있는 주둥이가 있다. 비커는 1 밀리리터부터 최대 수 리터에 이르기까지 다양한 크기를 재는 데 이용할 수도 있다.

## 구조
낮은 형태의 표준 비커는 일반적으로 지름의 1.4배에 다다르는 높이를 갖는다.
비커는 기울기가 있는 플라스크와는 구별되는데, 옆 면이 일직선으로 되어 있으면 비커라고 부르고 직선이 아니라 사선이나 곡선으로 되어 있으면 플라스크라고 부른다. 일부 백과사전에서는 삼각 플라스크를 삼각 비커라고 잘못 소개하기도 하는데 이는 틀린 말이다. 삼각 비커는 존재하지 않는 말이며 삼각 플라스크가 맞는 말이다.

## 사용
비커는 액체를 담거나 다른 용기로 액체를 옮길때 사용되는 실험 기구다. 비커에 일정한 간격으로 눈금이 표시되어 있어 간혹 액체의 부피를 재기도 하는데 이는 잘못된 행동이다. 부피를 측정하려 할 때는 메스 실린더를 사용해야 한다.실제로 비커와 메스 실린더의 부피 오차값은 각각 10%, 1%이다.

## 같이 보기
- 플라스크